# Giả bắt cóc
Giả bắt cóc là hành vi bắt cóc do nạn nhân tự dàn dựng nhằm mục đích lừa đảo, chiếm đoạt tài sản.

## Sự việc liên quan
- Cầu thủ bóng đá người Brazil Somália - vào ngày 7 tháng 1 năm 2011, Somália khai rằng mình bị bắt cóc bằng súng trước khi bị cướp.[3] Đoạn phim CCTV sau đó chứng minh anh ta chỉ đơn giản là đến muộn để tập luyện, bịa đặt câu chuyện để tránh việc câu lạc bộ giảm 40% lương trong trường hợp đến muộn.[4][5] Somália bị buộc tội đệ trình một báo cáo sai sự thật của cảnh sát. Ngày 19 tháng 1 năm 2011, đồng ý với một thỏa thuận do các công tố viên đề nghị quyên góp 22.000 R $ (tương đương 13.000 USD) cho các nạn nhân của trận lũ lụt ở Rio de Janeiro, để tránh bị án tù và tiền án.[6]
- Dar Heatherington (sinh năm 1963) - một chính trị gia tuyên bố đã bị bắt cóc ở Montana năm 2003.[7]
- Joanna Grenside - một giáo viên thể dục nhịp điệu đến từ Harpenden, Anh; Cô đã dàn dựng cho việc biến mất của mình vài ngày trước Giáng sinh năm 1992. Cô mắc chứng ăn uống vô độ và tìm cách tránh ăn quá nhiều thức ăn diễn ra trong các bữa tiệc Giáng sinh.[8]
- Karol Sanchez - một cô gái 16 tuổi đã dàn dựng mình bị "bắt cóc" vào ngày 16 tháng 12 năm 2019 tại Bronx.[9]
- Tại Việt Nam cũng ghi nhận một số trường hợp học sinh và người dân trình báo việc mình bị bắt cóc nhằm mục đích lừa đảo, chiếm đoạt tài sản.[10][11][12]